# Ciutat metropolitana de Bolonya
La Ciutat metropolitana de Bolonya (en italià Città metropolitana di Bologna) és una ciutat metropolitana de la regió de l'Emilia-Romagna a Itàlia. La seva capital és Bolonya.
Limita al nord amb la província de Ferrara, a l'est amb la província de Ravenna, al sud amb la ciutat metropolitana de Florència, la província de Prato i la província de Pistoia, i en l'oest amb la província de Mòdena.
Té una àrea de 3.703 km², i una població total de 1.006.988 habitants (2016). Engloba 55 municipis.
Es va crear l'1 gener 2015, i va reemplaçar a la província de Bolonya.